# Iziaslav (huyện)
Huyện Iziaslav (tiếng Ukraina: Ізяславський район, chuyển tự: Iziaslavs'kyi raion) là một huyện của tỉnh Khmelnytskyi thuộc Ukraina. Huyện Iziaslav có diện tích 1253 kilômét vuông, dân số theo điều tra dân số ngày 5 tháng 12 năm 2001 là 54199 người với mật độ 43 người/km2. Trung tâm huyện nằm ở Iziaslav.